# Iglesia de la Asunción de María (Astracán)
La Iglesia de la Asunción de María (en ruso: Храм Успения Богородицы ) es el nombre que recibe un edificio religiosos de la iglesia católica en la ciudad de Astracán en Rusia. Administrativamente pertenece al decanato de Astracán de la Diócesis de San Clemente al centro de Saratov , encabezada por el obispo Clemens Pickel. Situada en la calle Pobedy, 3 ( en la intersección con la calle Babushkina ) . En el templo se encuentran los sacerdotes franciscanos, encabezados por su Rector Waldemar Mackiewicz. Algunos conciertos de órgano se celebran periódicamente .
En 1762 en el sitio de un templo anterior se comenzó la construcción de una nueva estructura, superando el tamaño de la original. La construcción se llevó a cabo lo suficientemente rápido para que en 1778 la iglesia fuese consagrada solemnemente . En la época soviética la iglesia fue cerrada hasta los 90 del siglo XX, cuando se le devolvió a la Iglesia Católica y fue restaurada.